# مسجد أورتا (فيريا)
مسجد أورتا (باليونانية: Ορτά Τζαμί)‏، من (التركية Orta Camii)، وتعني "المسجد الأوسط"): هو مسجد عثماني يعود تاريخه إلى أواخر القرن الخامس عشر في مدينة فيريا شمال اليونان.

## الوصف
تم بناء المسجد في 1490، وهو "أحد أبرز نماذج العمارة العثمانية" في المدينة. وكما يشير اسمها التركي، فهي تقع في وسط المدينة وهو بناء بسيط مربع الشكل، طوله 8 متر (26 قدم) على كل جانب، يضم قاعة واحدة كبيرة تعلوها قبة، كانت مغطاة بالرصاص، ومدعومة بثولوبات مثمنة. كان المدخل في السابق عبارة عن رواق مثير للإعجاب بأربعة أعمدة رخامية تدعم أربعة أقواس صغيرة، لم يبق منها الآن سوى جزء مدمر. تم بناء الجدران من كتل كبيرة من الحجر الجيري، ولكن تم أيضًا استخدام الرخامبشكل ثانوي مكثف من المباني الكلاسيكية والبيزنطية.

## أنظر أيضا
- قائمة المساجد السابقة في اليونان
- قائمة مساجد اليونان